# Facultad de Informática (Universidad Complutense de Madrid)
La Facultad de Informática de la Universidad Complutense de Madrid (UCM) comenzó su actividad docente en el curso 1991-1992, si bien se impartieron con anterioridad, durante los años 60 y 70, cursos de doctorado y se instauraron especialidades en informática en otras facultades de la UCM, como por ejemplo en las facultades de Físicas y Matemáticas. Su festividad patronal es el 15 de noviembre, San Alberto Magno.
En abril del año 2000, la facultad cambió su nombre al actual, pues hasta entonces se llamaba Escuela Superior de Informática. En marzo de 2003 se inauguró el nuevo edificio de la facultad situado en el extrarradio de la Ciudad Universitaria madrileña, con una capacidad de alrededor de 2300 alumnos de todas las titulaciones.

## Estudios

### Estudios de Grado
- Grado de Desarrollo de Videojuegos.
- Grado en Ingeniería de Computadores.
- Grado en Ingeniería del Software.
- Grado en Ingeniería Informática (ofrece un grupo en inglés).
- Grado de Ingeniería de datos e inteligencia artificial.
- Doble Grado en Administración y Dirección de Empresas - Ingeniería Informática.
- Doble Grado en Ingeniería Informática - Matemáticas.

### Programas de máster
- Máster Universitario en Formación del Profesorado de ESO y Bachillerato, FP y Enseñanzas de Idiomas.
- Máster Universitario en Ingeniería de Sistemas y de Control (conjunto con UNED).
- Máster Universitario en Ingeniería Informática.
- Máster Universitario en Internet de las Cosas.
- Máster Universitario en Métodos Formales en Ingeniería Informática (conjunto con UAM y UPM).

### Programas de doctorado
- Doctorado en Ingeniería Informática.

### Programas de título propio de la UCM
- Máster Propio UCM en Desarrollo de Videojuegos.
- Máster Propio UCM en Diseño y Desarrollo de Videojuegos.
- Máster Propio UCM en Arte Digital y videojuegos.
- Máster Propio UCM en Tecnología, programación y robótica para profesionales de la educación.

## Departamentos
- Departamento de Sistemas Informáticos y Computación.
- Departamento de Arquitectura de Computadores y Automática.
- Departamento de Ingeniería de Software e Inteligencia Artificial - Lenguajes y Sistemas Informáticos.

### Otros departamentos con docencia en la facultad
- Departamento de Álgebra.
- Departamento de Análisis Matemático.
- Departamento de Economía Financiera y Contabilidad II (Contabilidad).
- Departamento de Estadística e Investigación Operativa.
- Departamento de Física Aplicada III (Electricidad y Electrónica).
- Departamento de Matemática Aplicada.

## Equipo de Gobierno
- Decano: Luis Hernández Yánez.
- Gerente: Jesús Castejón Gómez.
- Secretaria Académica: Inmaculada Pardines Lence.
- Vicedecano de Infraesctructuras y Movilidad: José Ignacio Goméz Pérez.
- Vicedecano de Posgrado: Narciso Martí Oliet.
- Vicedecano de Relaciones Externas, Investigación y Transferencia: Pedro Antonio González Calero.
- Vicedecano de Ordenación Académica e Innovación Docente: Adrián Riesco Rodríguez
- Vicedecano de Estudiantes, Comunicación y Transformación Digital: Iván Martínez Ortiz
- Vicedecano de Estudios y Calidad: Raquel Hervás Ballesteros.

## Biblioteca
La Biblioteca de la Facultad de Informática de la Universidad Complutense de Madrid (UCM) es la entidad encargada de la gestión de recursos bibliográficos de la Facultad de Informática de la universidad, y su historia se encuentra estrechamente relacionada con el desarrollo de esta institución. Entre sus colecciones más destacadas se encuentra la recopilación bibliográfica procedente del Centro de Cálculo de la Universidad de Madrid, así como otras bibliotecas notables, como la perteneciente al pionero de la Informática en España, José García Santesmases. Estos dos acervos forman un conjunto documental valioso para explorar los primeros pasos de la informática en el ámbito universitario español. Además, la Biblioteca de Informática se encarga de la adquisición, procesamiento, mantenimiento y divulgación de una colección especializada en Inteligencia Artificial, Arquitectura de Computadores y Sistemas Informáticos, incluyendo tanto monografías como publicaciones electrónicas.

### Historia
No fue sino hasta el año 2003, con la apertura de la sede de la Facultad de Informática, que la Biblioteca pudo ofrecer servicios e instalaciones que cumplían con los estándares de las bibliotecas universitarias de esa época. Antes de ese año, la Biblioteca funcionó en condiciones relativamente precarias. Aunque la adquisición de material bibliográfico comenzó con la creación de la Escuela Superior de Informática en 1991, todo el material, hasta 1997, fue gestionado y prestado por el personal de la Biblioteca de la Facultad de Ciencias Matemáticas. A partir de entonces, la Biblioteca de Informática tuvo acceso a recursos y personal administrativo suficiente, primero en la Facultad de Ciencias Matemáticas y más tarde en la Facultad de Biológicas, para gestionar su propia colección, aunque esta se mantuvo en las instalaciones de la biblioteca de estudiantes de Matemáticas. El 11 de marzo de 2003, se inauguró el nuevo edificio de la Facultad, diseñado por el arquitecto José María Marsá, y la Biblioteca se trasladó a una torre semiexenta en el ángulo suroeste. Ese mismo año, gracias a su mayor estabilidad en términos de recursos y personal, se incorporaron las colecciones históricas mencionadas anteriormente.

### Fondos y Colecciones
En 2009, la Biblioteca contaba con 22,000 volúmenes y 371 títulos de publicaciones periódicas. Entre sus colecciones más notables se incluyen:
- Colección de libre acceso (que incluye novedades en áreas de docencia e investigación relevantes para la Facultad).
- Colección Santesmases (monografías de Física, Electrónica y Automática que abarcan las décadas centrales del siglo XX).
- Colección del Centro de Cálculo.
- Colección de Ciencia Ficción.
- Colección Antonio Vaquero Sánchez.

También tiene a disposición de los estudiantes ordenadores portátiles para su uso diario, equipados con los programas más pedidos por los profesores, videoconsolas y videojuegos que han sido obtenidos o donados, y e-readers para su préstamo, uso y disfrute.
Esta distribuida en 2 plantas, y dispone 4 salas de trabajo en grupo que se pueden pedir como máximo 180 minutos al día .

## Delegación y asociaciones
- Delegación de Alumnos DAFI
- Club de Informática Diskóbolo
- Agrupación de deportes electrónicos FDIeSports
- SCiDATA
- Asociación hacker pro-software  y hardware libre de Estudiantes Libre Lab UCM LibreLabUCM
- Asociación Socio Cultural de Ingenierías en Informática ASCII.
- Ludic Association of Gamers LAG
- Club Deportivo.
- Asociación de Antiguos Alumnos de la Facultad de Informática de la UCM.